# FN:s säkerhetsråds resolution 1973
FN:s säkerhetsråds resolution 1973 om upproret i Libyen 2011 antogs 17 mars 2011. Resolutionen föreslogs av Frankrike, Libanon och Storbritannien. Resolutionen kräver "ett omedelbart eldupphör" och auktoriserar världens länder att etablera en flygförbudszon över Libyen och att använda alla nödvändiga medel förutom ockupation för att skydda civilbefolkningen.
Tio medlemmar av FN:s säkerhetsråd röstade för resolution 1973: Bosnien och Hercegovina, Colombia, Gabon, Libanon, Nigeria, Portugal, Sydafrika, samt de permanenta medlemmarna Frankrike, Storbritannien och USA). Fem länder lade ner sina röster: Brasilien, Tyskland, Indien och de permanenta medlemmarna Kina och Ryssland. Inget medlemsland röstade emot resolutionen.

## Huvudpunkter
Resolutionen som antagits under Chapter VII of the United Nations Charter:
- kräver ett omedelbart eldupphör och totalt slut på våld och alla attacker mot, och övergrepp på, civilbefolkningen;
- upprättar en flygförbudszon över Libyen;
- auktoriserar alla medel för att skydda civilpersoner och områden med civilbefolkning, förutom "ockupation av främmande makt";
- förstärker vapenförbudet och särskilda aktioner mot legosoldater, genom att tillåta tvångsinspektioner av flygplan och skepp;
- förbjuder alla flyg till Libyen;
- fryser tillgångar som tillhör Libyska myndigheter och bekräftar åter att sådana tillgångar skall användas till det libyska folkets fördel;
- utvidgar reseförbudet och frysningen av tillgångar för ett antal ytterligare individer och libyska enheter (FN:s säkerhetsråds resolution 1970).
- etablerar en panel med experter för att bevaka, och för att verka för genomförandet av sanktionerna.

## Libyens respons
Muammar al-Gaddafis regering meddelade 18 mars 2011 att alla militära aktiviteter upphör, i respons till resolution 1973. Al Jazeera rapporterade att regeringsstyrkor fortsatte att anfalla staden Misrata, trots utlysningen av ett eld-upphör